# Blue Dragon
Blue Dragon (OT: jap. ブルードラゴン, Burū Doragon) ist ein japanisches Computer-Rollenspiel, das im Dezember 2006 für die Konsole Xbox 360 erschienen ist. In Japan wurden allein in der ersten Woche über 80.000 Stück verkauft. Es war damit nach Dead or Alive 4 das in Japan am schnellsten verkaufte Xbox-360-Spiel bisher (Stand September 2007). Es folgten zwei Manga-Serien und eine Anime-Fernsehserie, die bei TV Tokyo ausgestrahlt wird. Es erschienen bisher zwei Nachfolgetitel: Blue Dragon Plus, das ein Jahr nach den Ereignissen des Originals spielt, und Blue Dragon: Awakened Shadow (beide für Nintendo DS).

## Computerspiele

### Spielmechanik
Die Spielmechanik von Blue Dragon wurde mit ihren rundenbasierten Spielelementen von älteren japanischen Rollenspielen inspiriert. Die Spielwelt beinhaltet zwei Hauptbereiche: Städte, in denen der Spieler ausruhen und Items erwerben kann, und Areale, die Dungeons ähneln, mit unzähligen zu besiegenden Gegnern.
Der Spieler kann sich zunächst zwischen den Orten der Oberwelt bewegen und erhält später die Fähigkeit, sich zu bereits besuchten Stellen zurück zu teleportieren. Der Spieler kontrolliert eine Gruppe von Charakteren, aber nur einer von ihnen wird bei der Entdeckung der Oberwelt dargestellt. Wenn ein Kampf beginnt, erscheint die ganze Truppe. Gegner sind während des Erforschens der Welt sichtbar und können gemieden werden. Es können aber auch Monster angelockt und mit Aktivieren eines Kreises mehrere Gegner gleichzeitig bekämpft werden. In bestimmten Fällen blockieren Widersacher einen Weg oder eine Schatzkiste und müssen erst besiegt werden, bevor fortgefahren werden kann. Andere Gegner werden den Spieler verfolgen, sobald sie ihn entdecken. Doch auch sie können umgangen werden, wenn der Spieler vor ihnen flieht.
Der Kern des Kampfsystems in Blue Dragon ist die Verwendung von magischen Schatten von denen jeder der spielbaren Hauptcharaktere einen besitzt und die jeweils eine individuelle äußere Erscheinung haben. Die Schatten der Hauptcharaktere sind einem Drachen, Phönix, Minotaurus, Säbelzahntiger und einer Fledermaus nachempfunden. Jedem Schatten kann eine einzige Charakterklasse zugewiesen werden, die aus mehreren auswählbar ist. Nur die aktive Klasse kann aufgelevelt werden. Der Spieler kann sie jedoch jederzeit (außer während eines Kampfes) austauschen. Wenn Schatten in einer Klasse Erfahrung sammeln, lernen sie neue Fähigkeiten und können diese im Kampf einsetzen. Diese Fähigkeit ist aber nur in der Klasse, in der sie gelernt wurde, anwendbar. Auch wenn der Kampf rundenbasiert ist, kann ein Charakter, je nach Wendigkeit, in einer Runde mehrfach angreifen. Verschiedene Attacken benötigen einen verschieden langen Zeitraum bis zur Ausführung. Die Kraft und Effektivität eines normalen Angriffs kann erhöht werden, indem der Spieler einen Angriff länger vorbereitet. Je länger die Vorbereitung dauert, umso mächtiger ist der Angriff.

### Spielwelt
Blue Dragon spielt in einer offenen Welt, die in klimatisch verschiedene Regionen unterteilt ist, von denen jede Königreiche und Dörfer beherbergt. Seit zehn Jahren erscheinen jedes Jahr, als Vorboten für Unheil und Katastrophen, mysteriöse lila Wolken am Himmel. Zeitgleich mit den merkwürdigen Wolken taucht ein schreckliches Biest, Landhai genannt, auf, das tausende Menschen tötet und unzählige Dörfer auf der ganzen Welt zerstört.

### Handlung
Die Heimat des jungen Shu wird alljährlich von einem „Landhai“ heimgesucht, der großen Schaden anrichtet. Doch diesmal beschlossen Shu (der Held des Spieles) und sein Freund Giro, den Landhai aufzuhalten. Unerwarteterweise mischt sich auch noch ein Mädchen namens Klug mit ein. Der Versuch, den Landhai aufzuhalten, missglückte, doch sie wurden dabei von ihm in unterirdische Ruinen gezogen. Von dort aus nimmt das Schicksal seinen Lauf. Die drei geraten durch den mechanischen Landhai auf das Luftschiff von Nene, demjenigen, der für den alljährlichen Angriff auf das Dorf verantwortlich zeichnet. Kaum auf dem Luftschiff angekommen, werden sie von Nene auch schon wieder verscheucht. Dabei finden sie seltsame Lichtkugeln und eine mysteriöse Stimme sagt ihnen, dass sie diese schlucken müssen, um von diesem Luftschiff entkommen zu können. Die Lichtkugeln verleihen den Helden magische Schatten und im Verlaufe des Spieles gilt es, dem Geheimnis von Nene und den Lichtkugeln auf die Schliche zu kommen und dabei das ein oder andere Dorf vor seinem Schicksal zu bewahren.

### Charaktere
- Shu- Die Hauptperson von Blue Dragon. Wie viele andere in seinem Dorf Talta starben auch Shus Eltern durch den Landhai als er noch ein Baby war. Deshalb wächst er bei seinem Großvater Fushira auf. Shu ist frech und ungestüm, was ihn häufig in Schwierigkeiten bringt. Doch sein Mut und seine Entschlossenheit haben ihn auch schon oft vor dem sicheren Tod bewahrt. Wie sein bester Freund Chiro ist auch er in Klug verknallt.

Shu besitzt den Schatten „Blauer Drache“.
- Klug- Klugs Eltern starben, ein Jahr vor den Ereignissen in Blue Dragon, durch den Landhai. Ihre Eltern waren die Ärzte im Dorf Talta und nach ihrem Tod übernahm Klug ihre Rolle als neue Ärztin. Klug ist sehr erwachsen und ernst. Der Tod ihrer Eltern hat sie abgehärtet.

Klug besitzt den Schatten „Phoenix“.
- Giro- Ein intelligenter, junger Mann, der ein Auge für Details und eine Gabe für Planung hat. Giros Eltern sind bei einem Angriff von Szabo ums Leben gekommen. Seitdem ist Giro sehr verbissen und ziemlich humorlos, er will unbedingt Rache.

Giro besitzt den Schatten „Minotaurus“.
- Manomaro- Ist ein Mitglied des Devee-Stamms, gelbe Kreaturen, die Töpfe als Hüte tragen. Im Dorf Lago vergiftet Nene den gesamten Stamm, bis auf Manomaro, und zwingt ihn, ein spezielles Elixier herbeizuschaffen, um sein Volk zu retten. Manomaro beendet fast jeden Satz mit den Worten „aber immer“.

Manomaro besitzt den Schatten „Säbelzahntiger“.
- Zola- Zola war ursprünglich eine Söldnerin, bis sie fast getötet wurde. Um sich vor dem Tod zu retten, schluckte sie eine Lichtkugel, die ihr ein Unbekannter gab. Nach diesem Erlebnis trat sie den Schwertmeistern von Jibral bei, wurde die mächtigste Kämpferin unter ihnen und verdiente sich den Respekt von König Jibral und seinem gesamten Königreich. Zola besitzt den Schatten „Fledermaus“. Der einzige Schatten des Spiels, der eine Waffe trägt.

- Nene- Der Bösewicht in Blue Dragon ist ein alter Mann, der einer humanoiden „Alten Rasse“ angehört und das große Königreich regiert. Er fliegt auf einer Luftfestung, die von lila Wolken umgeben ist, über den gesamten Globus und verursacht Zerstörung und Verzweiflung. Sein Hauptziel ist die Herrschaft der Welt. Nenes Macht über die Magie war so groß, dass er an ihr erkrankte und rasch alterte. Um dieses Problem zu lösen, will er die Kraft der Helden aus Blue Dragon, um sie zu einer starken Seele zusammenzusetzen und seine Krankheit zu heilen.

- Deathroy- Deathroy ist Nenes Lakai, der eine große Freude an dessen Boshaftigkeit zu finden scheint. Er sitzt pflichtbewusst auf Nenes Schulter, festgebunden mit einem kurzen Kabel und wiederholt, wie ein Papagei, alles was Nene sagt, obwohl er auch einen eigenen Willen hat und für sich selbst sprechen könnte.

- General Szabo- Szabo, auch Grand Szabo genannt, ist Nenes bediensteter Roboter. Er ist Führer von Nenes Roboterarmee und bewegt sich oft auf einer schwebenden Plattform fort.

- Bouquet – Bouquet ist ein nettes, sehr hübsches aber ziemlich tollpatschiges Mädchen. Sie arbeitete als Kellnerin, wurde dann aber wegen ihrer Tollpatschigkeit gefeuert. Seitdem reist sie mit Zola und den anderen mit. Sie ist in Shu verknallt und da der bei einem Gespräch mit ihr nicht richtig zugehört hat, hat er aus Versehen eingewilligt sich mit Bouquet zu verloben.

Bouquet besitzt den Schatten Hippopotas.

### Entwicklung
Blue Dragon wurde erstmals am 24. Februar 2005 als eines von zwei namenlosen Rollenspielen von dem Entwickler Mistwalker für die Konsole Xbox 360 vorgestellt. Das Spiel entstand in Zusammenarbeit mit Artoon. Bekannte japanische Köpfe der Spieleindustrie wirkten an dem Spiel mit. So wurde die Geschichte des Spiels von Hironobu Sakaguchi geschrieben, dem Verantwortlichen der ersten fünf Final-Fantasy-Spiele. Das Design übernahm Akira Toriyama: der Vater von Dragon Ball lieferte bereits das Design der Charaktere und Monster und die Illustration der Dragon-Quest-Serie und Chrono Trigger. Ein weiterer Star der Entwicklung war Nobuo Uematsu. Der bekannte Komponist sorgte für die passende Musikuntermalung. Ein Großteil der tatsächlichen Entwicklungsarbeit wickelte Artoon, mit Takuya Matsumoto als Direktor, ab.
Im Jahr 2006 wurde es still um Blue Dragon, so dass in den Medien Spekulationen um die geplante Veröffentlichung aufkamen und ein Erscheinen Ende 2006 angezweifelt wurde. Microsofts Takashi Sensui bestätigte jedoch im August 2006 den geplanten Erscheinungstermin. Blue Dragon war das erste Xbox 360 Spiel, das auf drei DVDs erschien. Bereits ein Jahr später brachte es Lost Odyssey, ebenfalls von Mistwalker entwickelt, auf vier DVDs. Hauptgrund hierfür dürften die in beiden Spielen epischen und langen Rendersequenzen und die üppige Sprachauswahl sein.

### Wertungen
Zeitschriften
- GamePro: 87 % (Ausgabe 10/2007)
- Games Aktuell: 88 % (Ausgabe 09/2007)
- Maniac: 78 % (Ausgabe 10/2007)

Online-Magazine
- 4Players: 82 %
- consolewars.eu: 9/15
- DemoNews.de 79 %[7]
- EuroGamer.de: 7/10
- Gameswelt: 78 %
- Spieletipps.de: 83 %

### Blue Dragon Plus
Blue Dragon Plus ist ein von Mistwalker gestaltetes und von Feelplus und Brownie Brown entwickeltes Rollenspiel für den Nintendo DS Handheld. Publisher ist AQ Interactive. Es ist der Nachfolger des Xbox-360-Titels Blue Dragon und setzt ein Jahr nach den Geschehnissen von diesem ein.

#### Wertungen
Zeitschriften
- N-Zone: 78 % (Ausgabe 03/2009)

Online-Magazine
- IGN: 8/10
- 4Players: 63 %

## Manga
Es wurden Manga-Adaptionen des Computerspiels produziert, Blue Dragon: Secret Trick und Blue Dragon RalΩGrad, beide erscheinen in Magazinen des Shūeisha-Verlages.

### Blue Dragon: Secret Trick
Blue Dragon: Secret Trick (ブルードラゴン シークレットトリック, Burū Doragon Shīkuretto Torikku) vom Mangaka Ami Shibata erschien monatlich von Januar bis Juli 2007 im eingestellten Magazin Monthly Shonen Jump. Ein Sammelband erschien am 4. September 2007. Die Serie hielt sich eng an die Computerspielvorlage.

### Blue Dragon: RalΩGrad
Blue Dragon: RalΩGrad (ブルードラゴン ラルΩグラド, Burū Doragon RaruΩGurado), gezeichnet von Takeshi Obata und geschrieben von Tsuneo Takano, erschien wöchentlich vom 4. Dezember 2006 bis zum 9. Juli 2007 im Magazin Weekly Shonen Jump. Die 29 Einzelkapitel, tales genannt, wurden in Japan in vier Sammelbänden veröffentlicht. In Deutschland wurden vom Verlag Tokyopop von Oktober 2007 bis November 2008 alle Bände veröffentlicht.

### Blue Dragon: Tenkai no Shichi Ryū
Ab Juli 2008 erscheint im Magazin V Jump des Shueisha-Verlags eine dritte Manga-Reihe, die sich an die zweite Staffel der Anime-Serie anlehnt.

## Anime

### Handlung
Der 16-jährige (im Original: 10 Jahre alt) Shu, der in einem kleinen friedlichen Dorf lebt, sucht mit seinen Freunden nach dem Rittermeister, damit Shu ein Ritterlehrling werden kann. Bald treffen sie auf zwei Fremde, die Schattennutzer Zola und Giro. Shu und seine Freunde sehen ein riesiges Flugschiff auf ihr Dorf zukommen, während die Fremden in den Ruinen nach den heiligen und mächtigen Kräften des Blue Dragon suchen. Das Dorf wird angegriffen und der Kommandant des Flugschiffes kämpft mit seinem Oger-Schatten gegen den Schatten Killer-Fledermaus von Zola. Während des Kampfes rasen riesige Steinbrocken auf die Bewohner des Dorfes zu. Shu versucht, sie zu retten, und entfesselt plötzlich eine ungeheure Macht, den Blue Dragon. Nach einem gewaltigen Kampf bietet Zola Shu an, mit ihr mitzukommen, da sie der gesuchte Rittermeister ist. Anfangs lehnt Shu ab, doch dann entschließt er sich doch mitzukommen, da er eine Gefahr für das ganze Dorf darstellt, denn der böse Nene würde immer weiter Truppen schicken, um an den Blue Dragon ranzukommen.
Zusammen mit Zola, Giro und seiner besten Freundin Klug zieht Shu los, um den bösen Nene aufzuhalten. Auf ihrer Reise schließen sich ihnen auch noch der lustige Manomaro sowie die schöne Bouquet, die ebenfalls Schatten besitzen, an. Als sie im „Großen Königreich“ gegen den bösen Nene antreten, verlieren sie und können nur mit Hilfe des Phönix, des Schattens von Klug, eine gewaltige Explosion überleben. Nach einigen weiteren Kämpfen gegen Anhänger Nenes gelingt es, ihn doch zu besiegen. Dadurch wird General Logi zum Herrscher. Delphinum, die unter dem Kommando Logis steht, versucht diesen zu töten, und Klug wird entführt. Klug wird von Logi und seinen Gefolgsleuten eher als Gast denn als Gefangene behandelt, kann aber nicht durch die Macht ihres Schattens ausbrechen und fliehen, da diese durch einen Armreif unterbunden wird. Bald darauf wird Klug zu einem Gespräch von Logi vorgeladen. Logi versucht darin, Klug zu offenbaren, dass Zola kein Ritter des Lichts ist.
Zola und ihre Freunde reisen inzwischen zum Land der Siegel, um dort auf Logi zu treffen. Als er, seine Gefolgsleute und Klug, die sich befreien konnte, eintreffen, zerbricht Shu auf Befehl von Zola das Siegel und setzt dadurch die Dunkelheit frei. So stellt sich heraus, dass Zola tatsächlich keine Nachfahrin der Ritter des Lichts ist und diese von Anfang für ihre finsteren Pläne eingespannt hat. Während Zola in der Dunkelheit verschwindet, müssen alle anderen Anwesenden vor der Dunkelheit fliehen, da sie sich ständig ausdehnt und alles zu verschlingen droht. Logi gelingt es das Buch der Bücher zu entschlüsseln und rüstet die Kinder, Andropof, der sich in Klug verliebt hat, Schneider, einem Freund Logis, Delphinium und Logi mit speziellen Amuletten aus, dadurch kann ihnen die Dunkelheit nichts anhaben und können so in die Dunkelheit eintreten, um Zola zu suchen und um herauszufinden, warum sie die Dunkelheit freigesetzt hat und wie man diese wieder versiegelt. Andropov und Schneider bleiben zurück, um einige Wächtergeister aufzuhalten und den sieben Rittern des Lichts die Weiterreise zu ermöglichen. Als die anderen auf Zola treffen, kommt es zum Kampf, allerdings kämpft Zola nur halbherzig, wie Logi bemerkt. Zola bietet Shu an, auf ihre Seite zu wechseln, was Shu ablehnt. Daraufhin zerstört Zola sein Amulett und die der Anderen, sie werden daraufhin von der Dunkelheit verschlungen. Durch die Dunkelheit wird Blue Dragon wieder zum Gott der Zerstörung (ein „richtiger“ Drache), Killerfledermaus klärt ihn darüber auf, wer er (Blue Dragon) ist, und dass er Shu verschlungen hat, weswegen er jetzt frei ist und nicht mehr auf irgendjemanden hören muss. Blue Dragon entscheidet sich allerdings gegen die Dunkelheit und dafür sie zu zerstören. Darum „spuckt“ er Shu wieder aus und kämpft sich mit ihm zurück aus der Dunkelheit ins Land der Siegel, wo sie den Kampf gegen Zola fortsetzen. Nach und nach kommen auch die anderen wieder und bemerken erstaunt, dass Shu und Blue Dragon unglaublich stark geworden sind. Shu gelingt es schließlich, Zola zu besiegen. Anschließend gelingt es den sieben, die Dunkelheit zu versiegeln, wofür sie all ihre Schattenenergie verbrauchen und sie somit nie mehr rufen können. Was mit Andropov und Schneider passiert, wird nicht abschließend geklärt.

### Veröffentlichung
2007 produzierte das Studio Pierrot eine Anime-Fernsehserie zum Spiel mit 51 Folgen. Regie führte Yukihiro Matsushita. Das Charakter-Design stammt von Tsuneo Ninomiya und künstlerischer Leiter war Shinichi Tanimura. Die Animeadaption lief seit dem 7. April 2007 in Japan bei TV Tokyo, TV Osaka, TV Aichi und TV Hokkaido. Ab dem 11. April folgte TV Setouchi und innerhalb des April- und Mai-Monates kamen weitere 20 Sender hinzu. Nachdem diese am 29. März auf den erstausstrahlenden Sendern endete, folgte am 5. April – auf TV Hokkaido erst am 13. April – die zweite „Staffel“ mit dem Titel Blue Dragon: Tenkai no Shichi Ryū. Diese wurde jedoch von weit weniger Sendern ebenfalls zur Ausstrahlung übernommen.
VizMedia hat sich die Rechte an der Serie gesichert und plant die Ausstrahlung in den USA und Europa. Seit März 2008 wird die Serie auf Cartoon Network in den USA ausgestrahlt.
Die Serie wurde ab dem 20. Oktober 2008 auf Deutsch durch den Sender RTL II ausgestrahlt. Die Ausstrahlung wurde am 7. November nach 15 Folgen vorerst abgebrochen, war dafür aber online auf der Website von Pokito bis einschließlich Folge 25 aufrufbar. Gegen Ende November 2008 wurde auch diese Ausstrahlung abgebrochen. 2009 wiederholte RTL II die Serie im Fernsehen und zeigte dieses Mal alle Folgen der ersten Staffel. Die DVDs sind am 24. November 2008 bei Anime Virtual in zwei Fassungen erschienen. Eine entspricht der gekürzten und kindergerechten Fernsehfassung, die andere der Originalfassung.

### Synchronsprecher
Im Auftrag der RTL-II-Redaktion wurde die deutsche Synchronisation der Animeserie im Jahr 2008 von den MME Studios in Berlin bearbeitet. Dabei führte Jörg Heybrock Dialogregie nach dem Synchronbüchern von Isabel Wiest und Sabine Sebastian.
| Rolle          | Japanischer Sprecher (Seiyū) | Deutscher Sprecher                                   |
| -------------- | ---------------------------- | ---------------------------------------------------- |
| Blue Dragon    | Masaya Takatsuka             | Gerald Paradies                                      |
| Shu            | Keiko Nemoto                 | Sandro Blümel                                        |
| Zola           | Romi Park                    | Tina Haseney                                         |
| Giro           | Daisuke Namikawa             | Carsten Otto                                         |
| Klug           | Erino Hazuki                 | Julia Stoepel                                        |
| Manomaro       | Sakiko Uran                  | Michael Bauer                                        |
| Bouquet        | Saki Nakajima                | Isabelle Schmidt                                     |
| Legolas        | Kenyū Horiuchi               | Tim Moeseritz                                        |
| Säbelzahntiger | Jin Horikawa                 | Axel Lutter                                          |
| König Nene     | Shiro Saito                  | Frank Ciazynski (Anime) Klaus-Dieter Klebsch (Spiel) |
| Dolsk          | Hirofumi Nojima              | Sebastian Schulz                                     |
| Erzähler       |                              | Dirk Müller                                          |
| Ivanov         | Tadashi Mutou                | Julien Haggége                                       |
| Gustav         | Wataru Hatano                | Martin Kautz                                         |

### Musik
Die Musik der Serie wurde von Megumi Ōhashi und Nobuo Uematsu komponiert. Als Vorspanntitel verwendete man Friend von Keita Tachibana und Mune ni Kibō o (ムネニキボウヲ) von Haruka. Die Abspanne wurden mit Fly so High von Yu Yamada, Kokoro von SS501 und Hana von Masami Mitsuoka unterlegt.
In der deutschen Version wird das Lied der amerikanischen Fassung, Unstoppable, verwendet. Ein Abspann existierte nur in den bis Ende November 2008 abrufbaren Online-Folgen auf Pokito.de.